# Soufiane Bidaoui
Soufiane Bidaoui (en arabe : سفيان بيضاوي), né le 20 avril 1990 à Etterbeek, est un footballeur belgo-marocain évoluant au poste d'attaquant au Frosinone Calcio.

## Biographie

### Club

#### Lierse SK
Formé au K Diegem Sport, il rejoint le KVC Westerlo en 2009 et joue lors de la saison 2009/2010 dans le Championnat de Belgique de football. Son équipe termine 12e du championnat, il inscrit 1 seul but en 19 matchs.

### Sélection nationale

#### Olympique
Il fait ses débuts en équipe olympique du Maroc de football en 2011 contre le Mozambique. En 2012, il aide sa nation à se qualifier pour les JO 2012 de Londres. Il est sélectionné par Pim Verbeek pour disputer ces JO.

## Palmarès
Maroc olympique
- Championnat d'Afrique des nations des moins de 23 ans
  - Finaliste en 2011

## Distinctions personnelles
- Lion belge : 2012[1]